# Segwagwa
Segwagwa est une ville du Botswana.